# Croix processionnelle de San Millán de la Cogolla

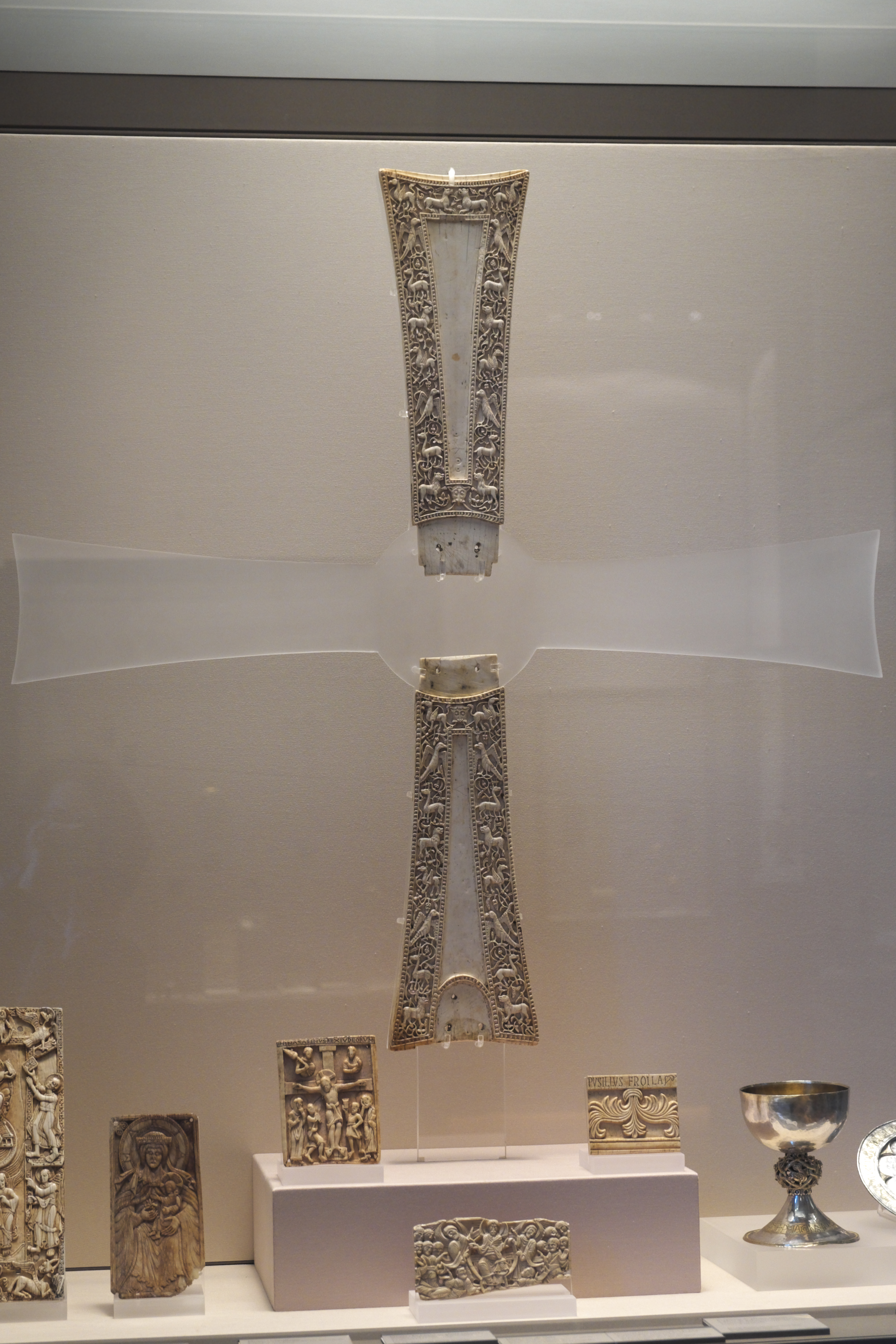
Bras de la croix processionnelle de San Millán de la Cogolla exposés au Musée du Louvre

La croix processionnelle de San Millán de la Cogolla a été réalisée vers la fin du Xe siècle dans un atelier d'ivoiriers du Monastère de San Millán de la Cogolla situé dans la Communauté autonome de La Rioja, en Espagne. Deux bras de cette croix, la traverse supérieure et la traverse inférieure, sont exposés à Paris, dans le Département des Objets d'art du Moyen Age, de la Renaissance et des temps modernes du Musée du Louvre. Un troisième bras (qui provient vraisemblablement d'une autre croix identique) se trouve au Musée archéologique national de Madrid. Ces trois bras comptent parmi les plus importants ensembles d'ivoires de l'art mozarabe.

## Histoire
L'existence d'un atelier d'ivoiriers au monastère de San Millán est supposée en même temps qu’un scriptorium. Le monastère qui connut une période de prospérité au Xe siècle fut saccagé et incendié par les troupes d'Almanzor en 1001. Les trois bras de la croix sont datés entre 984 et 1001. Une croix similaire est représentée dans le Codex Aemilianensis, manuscrit réalisé entre 992 et 994 au monastère de San Millán et aujourd'hui conservé dans l'Escurial dans la Real Biblioteca del Monasterio de San Lorenzo de El Escorial.

## Description
Les deux bras conservés au Musée du Louvre et le bras du Musée archéologique de Madrid ont des dimensions peu différentes. Ils ont une hauteur d'environ 37 cm et une largeur maximale de 14 cm. Leur forme trapézoïdale, aux extrémités pattées et aux côtés légèrement courbes, est caractéristique des croix mozarabes. 
Au niveau des extrémités des bras, on distingue des trous de fixation qui suggèrent que la croix était enserrée dans une monture d'orfèvrerie. La double perforation qui servait à rattacher les bras à une hampe est l'indice qu'il s’agissait d’une croix processionnelle. 
Chaque bras est orné, sur la face principale, de deux bandes sculptées de paires d'animaux, de lions, de cerfs, d'aigles et de griffons. Ces animaux, alternativement affrontés et adossés, sont entourés de motifs végétaux et bordés d'un galon. La partie centrale, légèrement en retrait, était vraisemblablement dorée à l'origine, elle ne présente plus aucun décor.

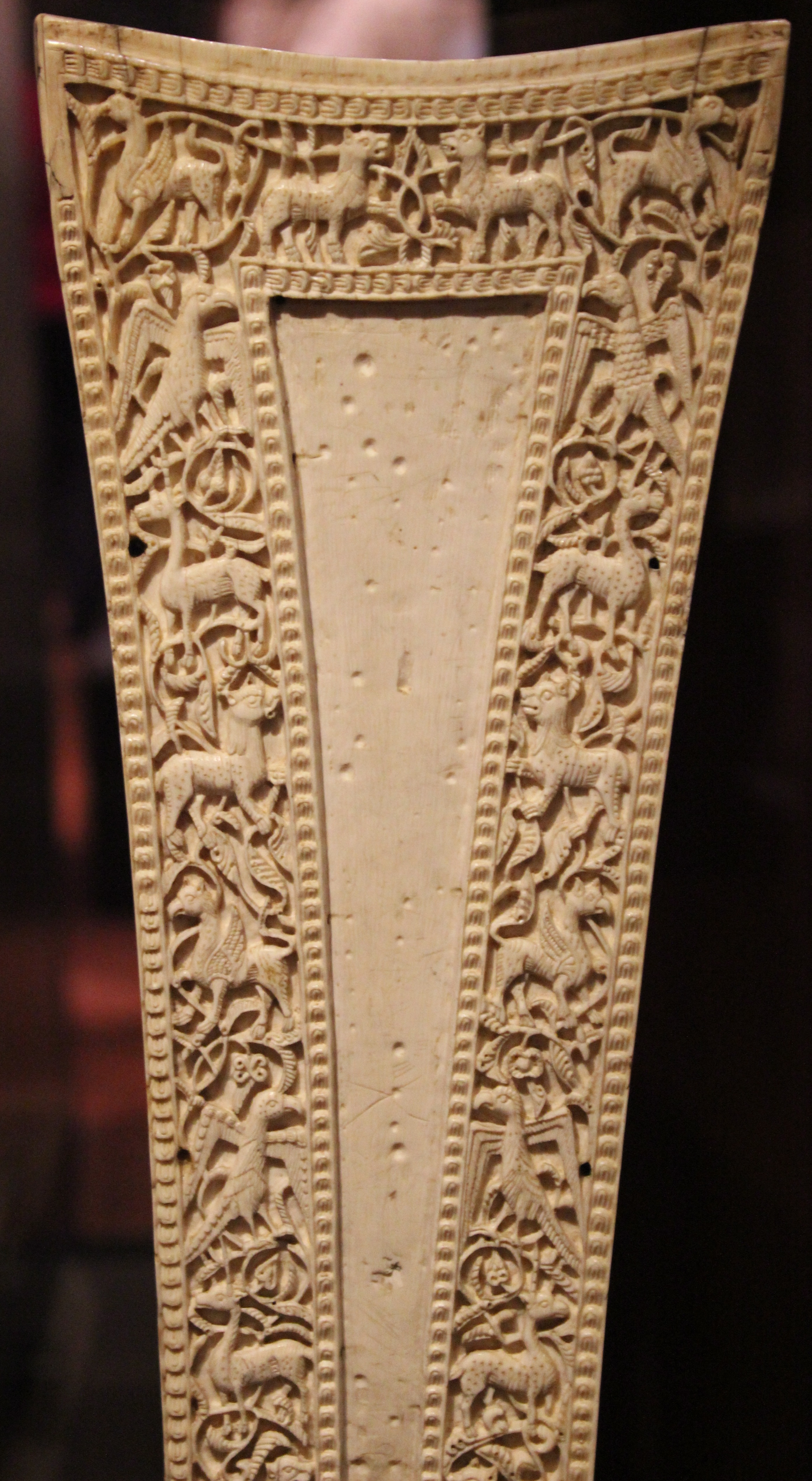
Bras latéral exposé à Madrid
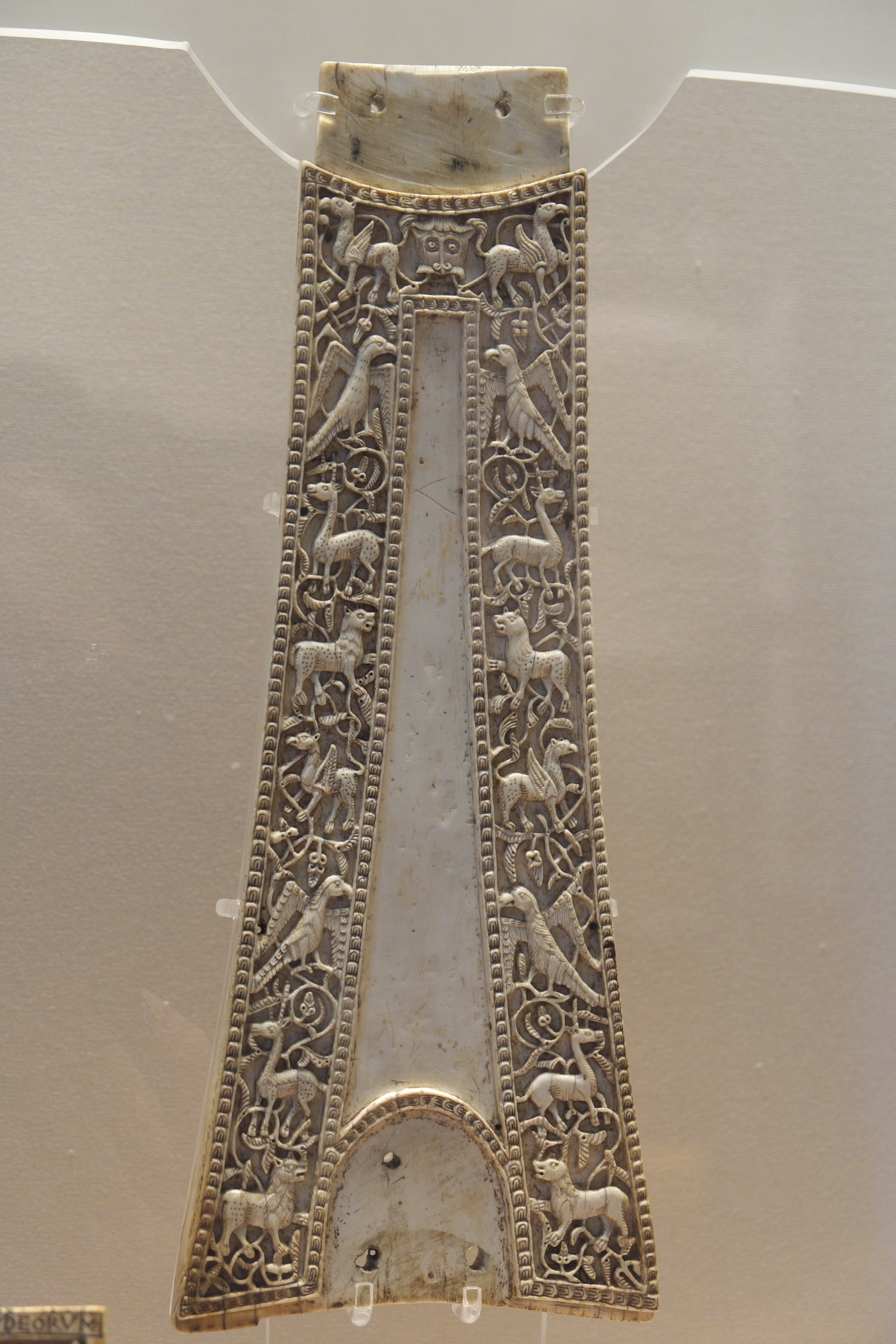
Bras inférieur de la croix processionnelle exposé au Musée du Louvre
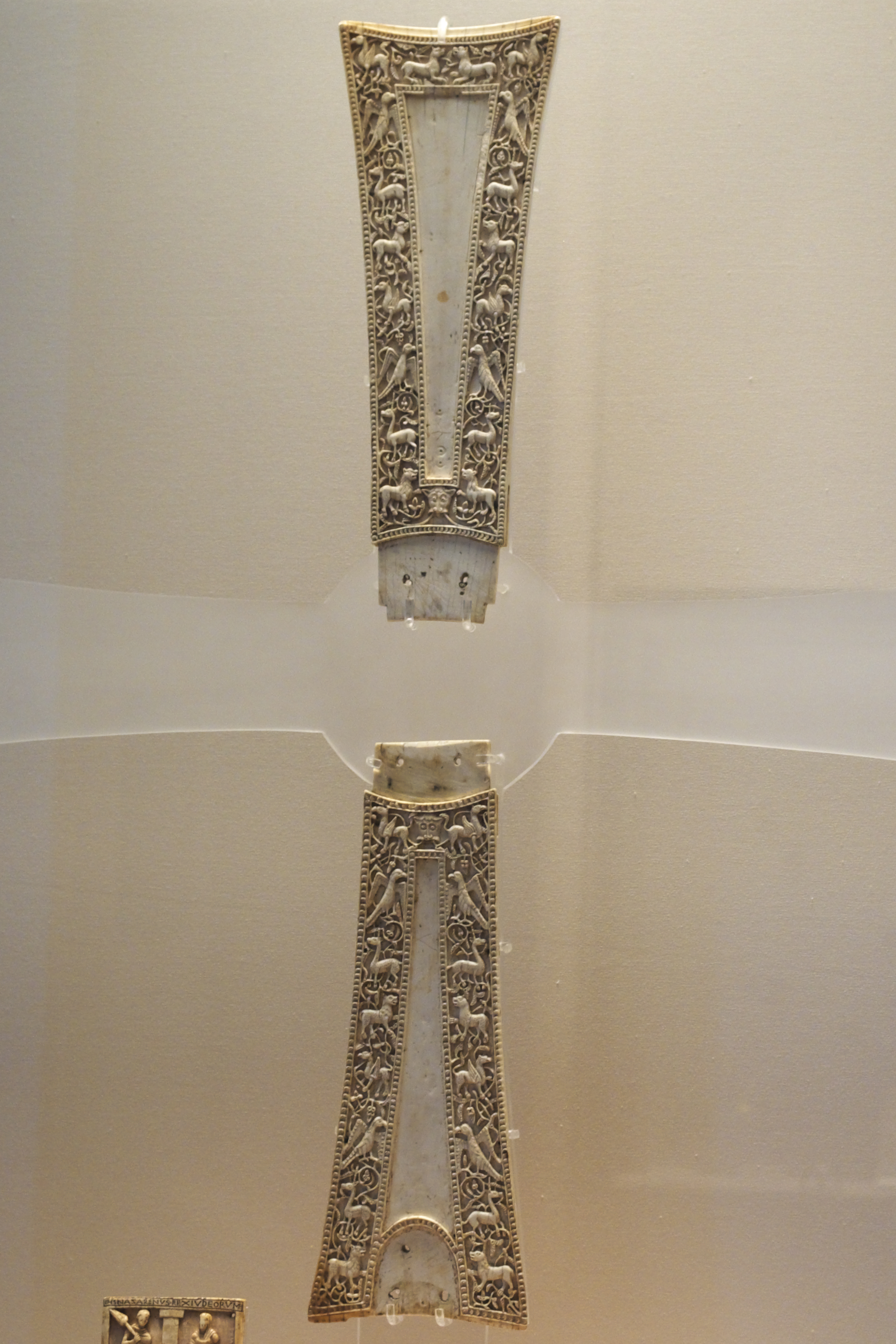
Deux bras de la croix processionnelle exposés au Musée du Louvre